# دييغو لوبيز (لاعب كرة قدم أرجنتيني)
دييغو لوبيز (بالإسبانية: Diego López)‏ هو لاعب كرة قدم أرجنتيني، ولد في 2 نوفمبر 1981 في لانوس في الأرجنتين. لعب مع Real Arroyo Seco ‏.

## وصلات خارجية
- دييغو لوبيز على موقع قاعدة بيانات كرة القدم.إي يو (الإنجليزية)
- دييغو لوبيز على موقع Soccerway.com (الإنجليزية)